# 張文明 (正德進士)
張文明（1469年—1521年），字應奎，山西承宣布政使司太原府陽曲縣（今山西省太原市）人，明朝政治人物。

## 生平
正德五年（1510年）庚午科山西鄉試第二十四名。正德六年（1511年）辛未科進士。授行人，九年升監察御史，巡按遼東，十二年巡按陝西。鎮守太監廖堂貪恣，張文明逮捕治理其黨羽二十四人，廖堂大恨。
正德十三年（1518年），明武宗抵達延綏。張文明借機疏諫，稱江彬逢惡導非，急需當即誅殺。司禮太監張忠等在武宗面前詆毀，張文明因此下詔獄。次年，言官交章請求寬恕，不予批准。武宗回朝時，命逮捕其入豹房，將親自鞫問。張文明自稱必死無疑，審訊後卻獲釋，貶為電白縣典史。明世宗繼位，十六年四月召回復任山東道御史官職，七月出任松江府知府，剛剛抵任即去世。巡按御史馬錄稱讚其忠，詔贈太常寺少卿。

## 家族
曾祖父張鶴；祖父張惟謙；父親張輅。母李氏；繼母聶氏。永感下。

## 延伸阅读
[在维基数据编辑]
 《明史卷一百八十八》，出自《明史》